# George Monro (Politiker, 1801)

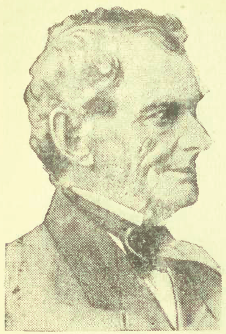
George Monro

George Monro (* 1801 in Schottland; † 5. Januar 1878 in Toronto) war ein kanadischer Kaufmann, Politiker und 6. Bürgermeister von Toronto.

## Leben
George Monro wanderte mit seinen Eltern nach Niagara-on-the-Lake aus und zog 1814 nach York, dem damaligen Toronto, aus. Zusammen mit seinem Bruder begann er in einem Lebensmittelladen zu arbeiten und machte sich später als Großhändler und Importeur von britischer und indischer Ware selbständig. Er wurde 1834 in den Stadtrat gewählt und diente von Januar 1841 bis Januar 1842 als Bürgermeister von Toronto. Während der Oberkanadischen Revolution war er Kapitän der Bürgerwehr. Monro bewarb sich für die Legislativversammlung, scheiterte jedoch. George Monro gehörte einer Kirchen- und Bibelgesellschaft und war später Direktor einer Bank und einer Versicherungsgesellschaft. Er blieb mit Ausnahme von 1836 bis 1845 Stadtrat. Monroe zog sich 1856 von der aktiven Politik zurück.
George Monro heiratete gegen 1822 Christine Fisher aus Montreal und hatte zwei Söhne und vier Töchter mit ihr.